# Autonomt præfektur (Kina)
Et autonomt præfektur (自治州 pinyin: zìzhìzhōu) er administrativ enhed på sekundær niveau (inddeling af en provins) i Folkerepublikken Kina. Et autonomt præfektur har enten en befolkning på 50 procent eller mere, der  tilhører en eller flere anerkendte  etniske  minoriteter, eller den har historisk været hjemstedet for sådanne minoriteter. Som regel har de autonome præfekturer i dag alligevel  en hankinesisk dominans. 
Under den kinesiske grundlov kan et autonomt præfektur ikke afvikles.